# Apostenus ochraceus
Apostenus ochraceus är en spindelart som beskrevs av Hadjissarantos 1940. Apostenus ochraceus ingår i släktet Apostenus och familjen månspindlar.
Artens utbredningsområde är Grekland. Inga underarter finns listade i Catalogue of Life.